# Škorpijonov pik
Pik škorpijona je poškodba, ki nastane zaradi vboda strupene bodice v kožo in izpustitvijo strupa. Pik večine vrst škorpijonov ni smrtno nevaren, na mestu pika se pojavijo bolečina in oteklina, mesto lahko tudi pordi in srbi.

## Taksonomija
Od približno 1.500 vrst škorpijonov je le okoli 30 vrst nevarnih človeku. Večina jih spada v družino debelorepov (Buthidae), v kateri so pomembni rodovi Androctonus, Centruroides, Hottentotta, Leiurus, Parabuthus in Tityus. V suhih področjih jugozahoda ZDA sta pomembna Centruroides gertschii in C. sculpturatus, v Braziliji Tityus bahiensis in T. serrulatus, na severu Afrike pa Androctonus australis ter sorodna Buthus occitonus in Buthacus arenicola.

## Epidemiologija
Vsako leto se zgodi okoli 1,2 milijona pikov po celem svetu, med katerimi jih je več kot 3.000 usodnih. Incidenca pikov in teža zastrupitve se razlikujeta od območja do območja; tako je incidenca v Franciji 5 pikov na 100.000 prebivalcev, medtem ko je v Venezueli slabih 7.000 pikov na 100.000 prebivalcev. O incidenci več kot 1.000 pikov na 100.000 prebivalcev poročajo tudi v Alžiriji, Čilu, Izraelu, Mehiki, Savdski Arabiji in Tuniziji. Med žrtvami prevladujejo predvsem majhni otroci. Na jugozahodu ZDA letno poročajo o 1.000 pikih z enim smrtnim primerom. Večino smrtnih primerov predstavljajo otroci pod 6. letom.

## Patofiziologija
Glavna sestavina strupa škorpijonov so nevrotoksini, ki delujejo na ionske kanalčke na membrani živčnih celic (nevronov), posledično pa zaradi sproščanja acetilholina in kateholaminov (npr. adrenalina) pride do okvare delovanja avtonomnega živčevja in obtočil.

## Klinični znaki in simptomi
Lokalni znaki pika so lahko minimalni ali odsotni. Simptomi običajno trajajo od 24-48 ur, čeprav lahko nevrološki simptomi vztrajajo do enega tedna. Zastrupitev se lahko kaže kot bolečina, občutki zbadanja, mravljinčenja ali žarenja (parestezije), okvare delovanja možganskih živcev, tonični krč mišic, ki nagne telo navzad ali navzpred (opistotonus oz. emprostotonus), krči, ohromitev, motnje strjevanja krvi, vnetje trebušne slinavke, zlatenica in/ali odpoved delovanja dihal, ledvic in obtočil. Pri nekaterih vrstah, kot je indijski rdeči škorpijon (Hottentotta tamulus), se kmalu po piku (tj. nekaj minut do nekaj ur) pojavi t. i. avtonomna »nevihta«, ki se kaže z bruhanjem, znojenjem, slinjenjem in gosto slino, parestezijami na ustih in okoli njih, hladnimi udi, padcem ali porastom krvnega tlaka (hipo- ali hipertenzijo), upočasnitvijo ali pospešitvijo srčnega utripa (bradi- ali tahikardijo) ter priapizmom pri moških (boleča erekcija). Pozne manifestacije zajemajo hipotenzijo, popolno prenehanje izločanja urina (anurijo), krče, pljučni edem, ki se zgodaj kaže s pospešitvijo dihanja (tahipnejo) ter šok.

## Diagnoza in zdravljenje
Sum zastrupitve se postavi glede na anamnezo poškodovanca oz. očividcev in glede na klinično sliko. V primeru pika škorpijonov iz rodu Centruroides že z lahnim tipanjem na mestu pika izzovemo močno bolečino. Za blage zastrupitve ni potrebna laboratorijska analiza. Pri hudih zastrupitvah se odvzame kri za analizo elektrolitov, krvne slike, dušičnih retentov, glukoze, profil koagulacije in plinsko analizo arterijske krvi.
Večina pikov zahteva le lajšanje bolečin z analgetiki, hlajenje mesta pika z obkladki in imobilizacijo prizadetega uda. Rano je treba očistiti in preveriti status cepljenja proti tetanusu. Pri hujših zastrupitvah je treba nadzorovati vitalne znake (dihanje, srčni utrip in krvni tlak). Opioidni analgetiki imajo lahko sinergističen učinek z nevrotoksini, zato je potrebna previdnost. Za hude bolečine in mišične krče so primerni benzodiazepini.
Uporaba protistrupa (antivenina) je marsikje sporna zaradi različne učinkovitosti različnih protistrupov in potencialne nealergijske takojšnje preobčutljivosti (nealergijske anafilaksije). Priporočljivo se je seznaniti z doktrino zdravljenja pikov določenih vrst škorpijonov na določenem območju. Ponekod, npr. v Indiji za pik rdečega škorpijona, se skupaj s protistrupom aplicira prazosin, antihipertenziv, ki pospeši okrevanje.